# Polystachya riomuniensis
Espèce
Polystachya lejolyana Stévart & Nguema est une espèce de plantes à fleurs de la famille des Orchidaceae et du genre Polystachya. Herbe épiphyte, elle est endémique de Monte Alén (Río Muni, ou Région continentale), en Guinée équatoriale. 